# بین‌بریج آیلند (واشینگتن)
بین‌بریج آیلند (به انگلیسی: Bainbridge Island) شهری در شهرستان کیتساپ ایالت واشینگتن است که در سرشماری سال ۲۰۱۰ میلادی، ۲۳۰۲۵ نفر جمعیت داشته است.